# ジョヴァンニ・レオーネ
ジョヴァンニ・レオーネ（イタリア語: Giovanni Leone, 1908年11月3日 - 2001年11月9日）は、イタリアの政治家。
大統領（第6代）、首相（第54・56代）を歴任。

## 概要
ナポリ出身。弁護士・大学講師を経て、戦後キリスト教民主主義の結党に参加。1946年に制憲議会議員となって政界入りし、その後1955年から1963年まで代議院議長を務める。1963年イタリア総選挙、1968年イタリア総選挙後の6月に首相に就任するがそれぞれ12月に辞任している。
1971年に大統領に選出されるが、任期中にコレラの大流行に見舞われる。このため地元ナポリへ視察に行ったが、その際患者の手を握りながら後ろ手でコルナを作っていたことが発覚。コルナは縁起の悪いものを目にした際に悪運祓いとして作るジェスチャーだったため批判が巻き起こった。更に首相任期中にロッキードから賄賂を受け取っていた疑惑（「ロッキード事件」の項目を参照）が発覚し、このため1978年に任期を半年残して辞任している。

## ギャラリー

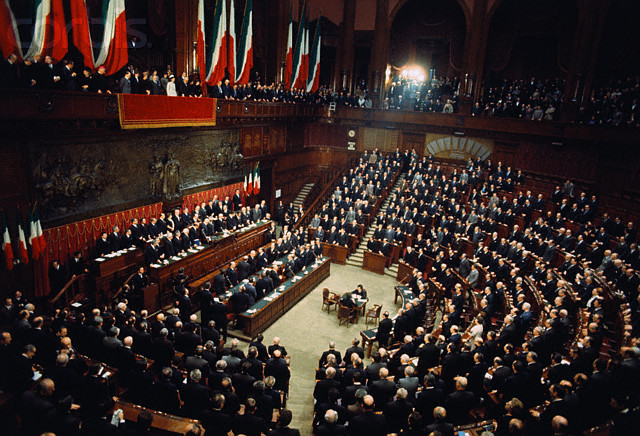
議会で大統領就任宣誓を行うレオーネ（1971年）
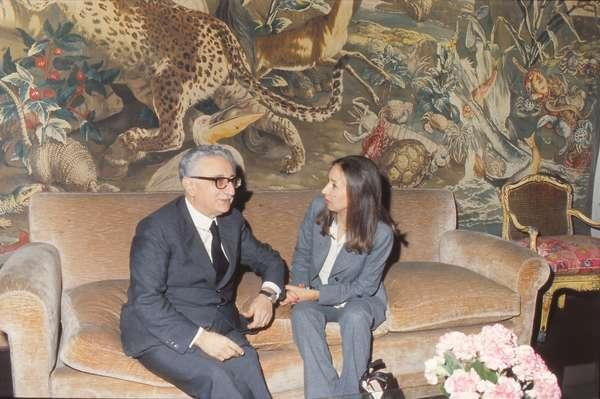
オリアーナ・ファラーチによるインタビュー（1973年）
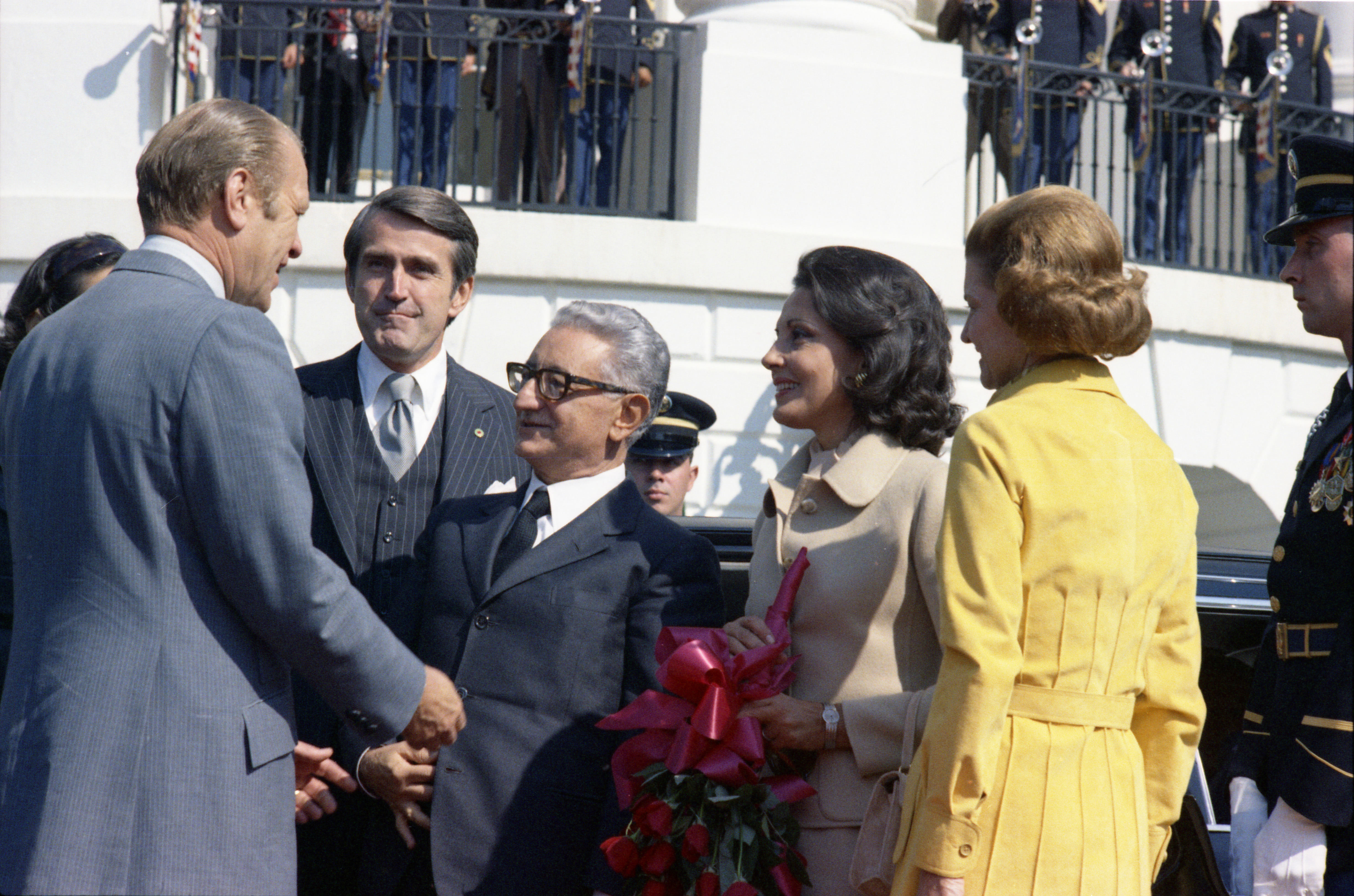
ホワイトハウスに到着し、フォード米大統領と握手をするレオーネ（1974年訪米時）
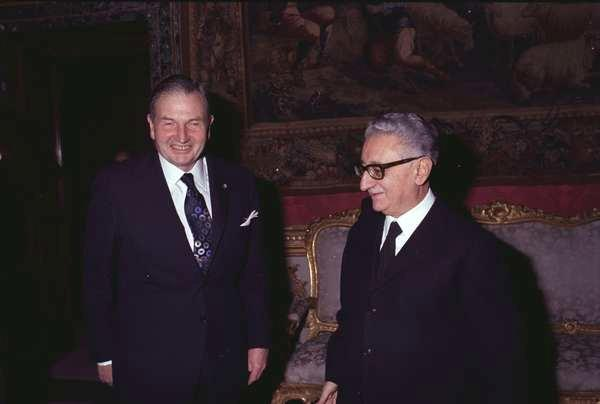
レオーネ大統領とデイヴィッド・ロックフェラー（1975年）